# He's My Girl
He's My Girl és una pel·lícula còmica estatunidenca de 1987 dirigida per Gabrielle Beaumont, protagonitzada per T. K. Carter

## Argument
Jove, ros i sexy, el jove Bryan porta la música a la pell. El seu amic i empresari, Reggie, un negre exuberant, veu en ell la futura estrella del rock. Però queda, malgrat tot, convèncer un productor del talent de Bryan i arribar fins a Hollywood. En el transcurs d'un sorteig organitzat per una televisió musical privada, Bryan guanya un sojorn totes les despeses pagades a Los Angeles i el privilegi de participar en el show musical d'un rocker envellit. Única condició a l'adjudicació d'aquest premi: els dos guanyadors han de ser una parella, noi i noia. Com no és qüestió d'"oblidar" Reggie, Bryan serà doncs acompanyat de "Regina", una companya explosiva. A Hollywood, la parella fa sensació però tot es complica, ja que "Regina" àlies Reggie s'enamora de Ttasha, l'hostessa encarregada d'acollir-los.

## Casting
- T. K. Carter com a Reggie/Regina
- David Hallyday com a Bryan
- Misha McK com a Tasha
- Warwick Sims com a Simon Sledge
- Jennifer Tilly com a Lisa
- Monica Parker com a Sally
- Bibi Besch com a Marcia
- David Clennon com a Mason Morgan
- Robert Clotworthy com a Jeffrey